# Olof Malmerfelt
Olof Malmerfelt, född Malmer, född 28 september 1693 i Umeå, död 10 september 1771 i Västerås, var en svensk ämbetsman. Han var en av pionjärerna för den västerbottniska varvsindustrin och bruksindustrin.

## Biografi
Olof Malmer var son till borgaren i Umeå Moses Andersson och hans hustru Anna Grubb. Han blev 1717 lanträntmästare och 1720 landskamrerare i Västmanlands län, övergick 1728 till Kammarrevisionen samt utnämndes 1740 till lagman i Ångermanlands och Västerbottens lagsaga. En kortare tid 1743 var han vice landshövding i Stora Kopparbergs län och 1749–1750 i Västerbottens län. Han grundade ett glasbruk i byn Ström söder om Umeå, som sedermera kom att kallas Strömbäcks glasbruk.
Vid riksdagen 1751–1752 uppträdde Malmerfelt som motståndare till hattpartiet. 1753 föredrog kung Adolf Fredrik honom framför övriga sökande till den lediga landshövdingstolen i Västerbottens län, men rådet uteslöt honom från förslaget, med motiveringen att han var för gammal ("förskansande sig bakom ett minutiöst iakttagande av tjänsteålderns rätt att komma i betraktande"). Denna tvist, som av de maktägande vid 1755–1756 års riksdag avgjordes efter rådets mening, blev en av anledningarna till denna riksdags märkliga "tjänstebetänkande".
Malmerfelt blev 1757 extra ordinarie och 1758 ordinarie kammarråd samt landshövding 1765 i Västerbottens och 1769 i Västmanlands län. Malmerfelt ansågs som en av sin tids dugligaste ämbetsmän. Han var ledamot av Vetenskapsakademien från 1740. 1743 adlades han och antog namnet Malmerfelt.

### Egendom
Malmerfelt ägde Norrby och Österby i Vallby socken och Söderby i Börstils socken.

### Familj
Olof Malmerfelt gifte sig 1725 med Anna Christina Cederborgh (1704–1746), dotter till brukspatron Eric Philipsson och Anna Hansdotter Ahlgren. De fick tillsammans barnen översten Erik Malmerfelt (1726–1800) i armén, Anna Maria Malmer (1727–1737), Brita Helena Malmer (1728–1728), Helena Malmer (1730–1730), generalauditören Olof Malmerfelt (1733–1806), Anders Malmerfelt (1735–1743), Carl Jakob Malmer (1736–1737), Anna Christina Malmerfelt (1738–1761), Ulrika Malmer (1739–1740), ryttmästaren Carl Fredrik Malmerfelt (1740–1788), Gustaf Filip Malmerfelt (1742–1743), hovjunkaren Gustaf Filip Malmerfelt (1743–1829), Lovisa Ulrika Malmerfelt (1744–1745) och Adolf Malmerfelt (född 1746).